# مؤسسة الفكر العربي
مؤسّسة الفكر العربي مؤسّسة أهلية دولية مستقلّة، ليس لها ارتباط بالأنظمة ولا بالانتماءات السياسية أو الحزبية أو الطائفية. ومنذ إنشائها في العام 2000 بمبادرة من الأمير خالد الفيصل، وبدعم من كوكبة من أهل الفكر وأصحاب المال ورجال الأعمال، التزمت المؤسّسة بتنمية الاعتزاز بثوابت الأمّة ومبادئها وقيمها، وبتعزيز التضامن العربي والهوية العربية الجامعة، المحتضنة لغنى التنوّع والتعدّد، وذلك بنهج الحرية المسؤولة.
وقد تبنّت المؤسّسة، في إطار مساهمتها في الجهود الفكريّة والثقافيّة، نهج الشراكة والتعاون والتكامل مع المنظّمات والمؤسّسات ومراكز الأبحاث والدراسات المعنيّة، وأطلقت مجموعةً من البرامج والمشاريع الرائدة الهادفة إلى تمكين الشباب، وتحديث أساليب تعلّم اللغة العربيّة وتعليمها، والإعلاء من شأن قيم الحوار والانفتاح على لغات العالم وثقافاته.
وسعت المؤسّسة، من خلال التقارير والكتب والترجمات التي تُصدرها، والمؤتمرات والملتقيات والندوات التي تعقدها، والجوائز التي تمنحها، إلى نشر المعرفة، والتحفيز على الإبداع والابتكار، وتطوير البنى والعقليّات، وتحقيق أهداف التنمية الشاملة والمستدامة.

## الرؤية والأهداف

### الرؤية
إطلاق حوار معمق، مسؤول وراق ومتميز عربيًا وعالميًا، يجمع بين الاستشراف بعد التشخيص، ويهيئ لبناء مستقبل واعد بما يحقق التمنية الشاملة.

### الأهداف
- إطلاق برامج ومبادرات فكرية رائدة تقوم على التنوير الثقافي والمعرفي بما يعمق ثوابت الأمة ووحدتها ويعزز تنمية ذلك.
- نشر ثقافة الابتكار والتطوير في العالم العربي وتكريم المبدعين والمتميزين في المجال.
- زيادة الاهتمام باللغة العربية وتطوير أساليب تعلمها وتعليمها.
- تمكين الشباب من خلال دعم قضاياهم ومبادراتهم التنموية في المجتمعات العربية.
- تنمية الفكر والمعرفة بشكل متنوع من خلال إصدار الكتب والتقارير والترجمة.
- الاهتمام بالتضامن العربي الفكري والثقافي عربيًا وإقليميًا ودوليًا عن طريق التواصل مع المعنين بذلك من الأفراد والهيئات.[1]

## برامج مؤسّسة الفكر العربي
مؤتمر فكر
يشكّل منذ العام 2002 علامة فارقة في سجلّ المؤتمرات الثقافيّة العربيّة، ومنصّة تفاعليّة للتبادل الهادف للأفكار والخبرات والتجارب العربيّة الرائدة، من خلال مناقشة إحدى القضايا الملحّة في العالم العربيّ بأسلوب علميّ، راقٍ ومسؤول.
جائزة الإبداع العربي
أطلقت في العام 2007 بهدف الإضاءة على الأعمال الإبداعيّة، والتحفيز على الإبداع، وتسليط الضوء على الإنجازات المتميّزة والأفكار الاستثنائية والأعمال الخلّاقة والطاقات المبدعة، خصوصاً لدى الفئات العمرية الشابّة.
برنامج الشباب
أطلق عام 2007 بهدف تحفيز طاقات الشباب الإبداعية وتنمية مهاراتهم وإعدادهم لتحمّل المسؤوليات وتطوير مجتمعاتهم، وتعزيز روح المشاركة والتعاون، والارتقاء بمستوى الوعي والثقافة والمعرفة لديهم.
برامج التربية
تضمّ البرامج مشروع «عربي21» الذي يهدف إلى الإسهام في تطوير أساليب تعلّم اللغة العربية وتعليمها، ومشروع «تمام» الذي يمثّل نموذجاً مبتكراً للتطوير المدرسي في الوطن العربي، ومشروع «تربية 21» الذي يساهم في تطوير التعليم عبر تبادل المعرفة بين التربويين في مختلف أنحاء العالم.
مركز البحوث والدراسات
منذ إطلاقه عام 2010، يضطّلع مركز البحوث بمهمّة إصدار الكتب وإعداد البحوث والدراسات العلمية والمشروعات البحثية والتقارير الدورية وغيرها من الإصدارات المتعلّقة بالجوانب التنموية والفكرية والثقافية والحضارية والمعرفية للوطن العربي، أبرزها «التقرير العربيّ للتنمية الثقافيّة»، ونشرة «أفق» الدوريّة، فضلاً عن سلسلة كتب مترجمة من الفرنسيّة والإسبانيّة والصينيّة والهنديّة ضمن برنامج «حضارة واحدة».

## الهيكل التنظيمي
يتألّف الهيكل التنظيمي لمؤسّسة الفكر العربي من: 
1. الهيئة العامّة
2. مجلس الأمناء
3. مجلس الإدارة
4. الهيئة الاستشارية
5. اللجان المختصّة

## الشركات الراعية
وتَرْعَى المؤتمر سنوياً شركات كبرى مثل أوراسكوم وانتل وارامكو وأوفيد وألشايع وصحف مثل الحياة والوطن السعودية وأوان الكويتية وقنوات عربية كبرى مثل العربية وال BBC.

## مؤتمر فكر
- مؤتمر فكر 1، القاهرة
- مؤتمر فكر 2، بيروت
- مؤتمر فكر 3، مراكش
- مؤتمر فكر 4، دبي
- مؤتمر فكر 5، بيروت
- مؤتمر فكر 6، البحرين
- مؤتمر فكر 7، القاهرة
- مؤتمر فكر 8، الكويت في 9 و10 ديسمبر 2009
- مؤتمر فكر 9، بيروت في 9 و10 ديسمبر 2010
- مؤتمر فكر 10، دبي
- مؤتمر فكر 11، دبي
- مؤتمر فكر 12، دبي، الإمارات العربية المتحدة، ديسمبر 2013
- مؤتمر فكر 13، الرباط، المغرب عام 2014
- مؤتمر فكر 14، القاهرة
- مؤتمر فكر15[2]، أبوظبي
- مؤتمر فكر 16، دبي
- مؤتمر فكر 17، الظهران

## الجوائز والتقدير
- جائزة محمد بن راشد للغة العربية 2017[3]
- جائزة المعرفة لعام 2016[4] التي تمنحها قمّة المعرفة في دبي
- جائزة غوسي العالميّة للسّلام 2013
- جائزة «جبران خليل جبران للروح الإنسانية»، المعهد العربي الأمريكي، 2012
- جائزة "جبران خليل جبران للروح الإنسانية 2012